# Лисмор (город, Миннесота)
Лисмор (англ. Lismore) — город в округе Ноблс, штат Миннесота, США. На площади 0,9 км² (0,9 км² — суша, водоёмов нет), согласно переписи 2002 года, проживают 238 человек. Плотность населения составляет 269,1 чел./км². 
- Телефонный код города — 507
- Почтовый индекс — 56155
- FIPS-код города — 27-37412[1]
- GNIS-идентификатор — 0646741[2]